# Tarkwa
Tarkwa er en by i det sydvestlige Ghana med et indbyggertal på 34.941 (2013). Byen er kendt for at besidde adskillige guldminer.